# NGC 303
NGC 303 es una galaxia espiral de la constelación de Cetus. 
Fue descubierta el 1886 por el astrónomo Frank Leavenworth.